# Francis Suarez
Francis Xavier Suarez (ur. 6 października 1977 w Miami) – amerykański prawnik i polityk, burmistrz Miami od 2017 roku.